# Département Gers
Das Département du Gers [ʒɛːʀ oder ʒɛʀs] ist das französische Département mit der Ordnungsnummer 32. Es liegt im Südwesten des Landes in der Region Okzitanien und wurde nach dem Fluss Gers benannt, einem Nebenfluss der Garonne.

## Geschichte
Das Département entstand am 4. März 1790 aus Teilen der ehemaligen französischen Provinz Gascogne (hauptsächlich aus den Grafschaften Armagnac und Condomois). Nach Neuschaffung des Départements Tarn-et-Garonne im Jahr 1808 musste es einige Gemeinden im Nordosten an dieses abgeben.
Es gehörte von 1960 bis 2015 der Region Midi-Pyrénées an, die 2016 in der Region Okzitanien aufging.

## Geographie
Gers liegt im Südwesten Frankreichs auf dem Gebiet der historischen Provinz Gascogne.
Das Département grenzt an die Départements Hautes-Pyrénées, Haute-Garonne, Tarn-et-Garonne, Lot-et-Garonne, Landes und Pyrénées-Atlantiques.
Der Gers ist eines der landwirtschaftlich meist genutzten und am wenigsten bevölkerten Gebiete Westeuropas. Wegen seiner reizvollen Landschaft wird das Département Gers manchmal auch als Toskana Frankreichs bezeichnet.

## Wappen
Beschreibung: In Silber ein roter Löwe mit roter ausgeschlagener Zunge.

## Bevölkerung
Die Einwohner des Départements werden Gersois genannt.
Die gascognische Sprache ist eine stark vom Baskischen beeinflusste Unterart der okzitanischen Sprache.

## Verwaltungsgliederung
| Arrondissement   | Kantone | Gemeinden | Einwohner 1. Januar 2022 | Fläche km² | Dichte Einw./km² | Code INSEE |
| ---------------- | ------- | --------- | ------------------------ | ---------- | ---------------- | ---------- |
| Auch             | 10      | 134       | 84.144                   | 1.923,50   | 44               | 321        |
| Condom           | 7       | 162       | 67.301                   | 2.462,15   | 27               | 322        |
| Mirande          | 6       | 162       | 41.204                   | 1.871,17   | 22               | 323        |
| Département Gers | 17      | 458       | 192.649                  | 6.256,82   | 31               | 32         |

Siehe auch:

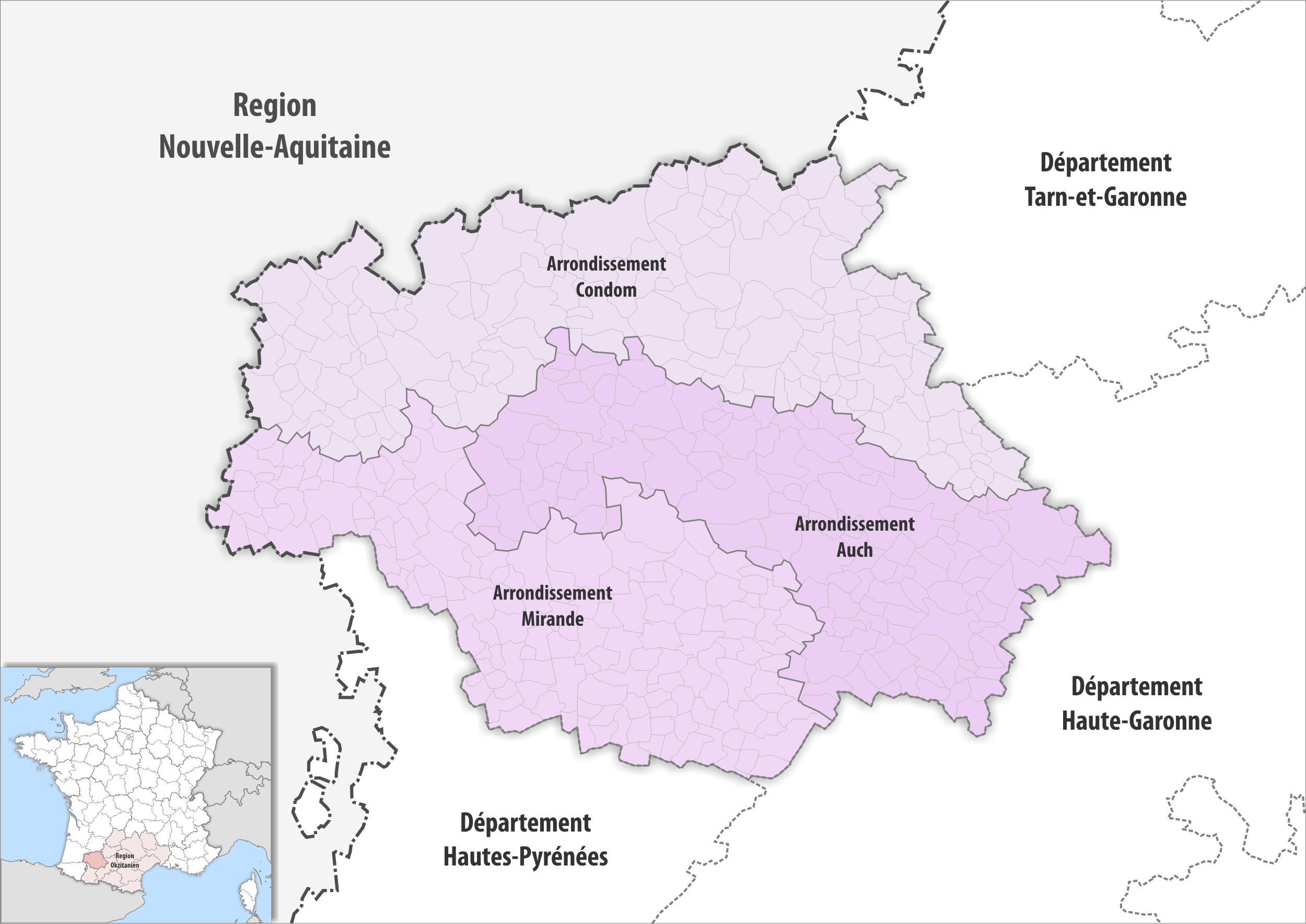
Gemeinden und Arrondissemente im Département Gers

- Liste der Gemeinden im Département Gers
- Liste der Kantone im Département Gers
- Liste der Gemeindeverbände im Département Gers

Neubildung des Départements Tarn-et-Garonne im Jahr 1808

## Landwirtschaft
Das Gebiet ist sehr ländlich. Einige kulinarische Spezialitäten sind:
- Armagnac (Weinbrand),
- Côtes de Gascogne (Wein),
- Floc de Gascogne (Likör),
- Foie gras (Stopfleber)

Weiter werden Mais, Raps, Sonnenblumen und Getreide angebaut.

## Klima
Die Sommer sind lang und warm, die Winter kurz und mild. Der jährliche Regen schwankt von mehr als 900 Millimeter im Südwesten des Departements zu weniger als 700 Millimeter im Nordosten (Auch, Condom, Lectoure).
Die Winter sind unterschiedlich, mit häufig negativen Temperaturen, aber das Klima bleibt weich und trocken, das Département ist eines der sonnigsten Frankreichs.
Die Sommer sind sehr heiß und trocken, die Temperatur übersteigt häufig 40 °C. Auch ist zusammen mit Toulouse und Millau eine der heißesten Städte Frankreichs mit wiederholt mehr als 300 sonnigen Tagen im Jahr.
Bereits seit Jahrhunderten übt dieses Klima eine starke Anziehung auf Besucher aus. In der Umgebung findet man mehrere Schlösser, mittelalterliche ummauerte Orte und Plätze von religiöser Bedeutung am Jakobsweg und der Via Podiensis.

## Partnerschaften
Das Département Gers unterhält seit 1988 eine Partnerschaft mit dem Stadtbezirk Wanzhou der Stadt Chongqing, Volksrepublik China.

## Film
Der französische Film Das Glück liegt in der Wiese wurde 1995 von Étienne Chatiliez im Département Gers verfilmt.